# Sjjoltozero
Sjjoltozero (Russisch: Шёлтозеро, Wepsisch: Šoutjärv', Karelisch: Šoutjärvi) is een dorp in de rajon Prionezjski van de Russische deelrepubliek Karelië, gelegen nabij de oever van het Onegameer. Het dorp ligt op 84 km ten zuidwesten van Petrozavodsk, de hoofdstad van de deelrepubliek.

## Wepsische cultuur

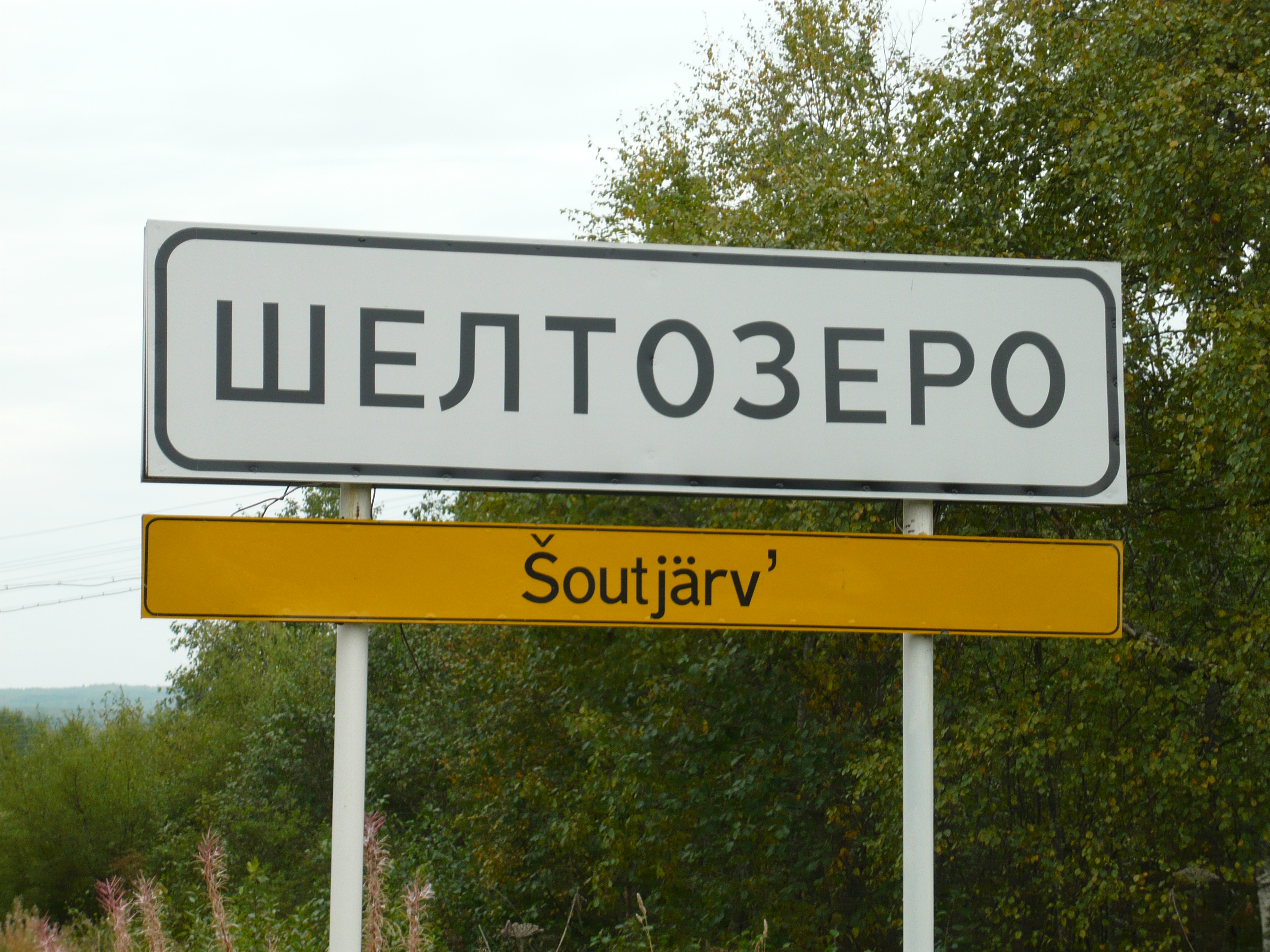
Plaatsnaambord in het Russisch en het Wepsisch

Sjjoltozero is het centrum van de Wepsische cultuur. Volgens een studie uit de jaren negentig van de twintigste eeuw maken de Wepsen 61% van de dorpsbevolking uit, mensen van andere Fins-Baltische bevolkingsgroepen 7% en de etnische Russen en andere Oost-Slaven 32%.
Sinds 1967 heeft het dorp een eigen museum, namelijk het Wepsische etnografisch museum, gewijd aan de cultuur en tradities van het Wepsische volk.